# 972 Cohnia
972 Cohnia este un asteroid din centura principală, descoperit pe 18 ianuarie 1922, de Max Wolf.